# Samotín
Samotín (německy Samotin) je malá vesnice, která leží v okrese Žďár nad Sázavou. Je součástí městyse Sněžné.

## Historie
První písemná zmínka o Samotínu pochází z roku 1717 a stejně jako v případě dalších obcí v okolí Sněžného stál za vznikem obce rozvoj blízkých železáren a nutnost vybudovat domky pro dělníky pracující pro tyto železárny. V roce 1735 byla osada na popud majitelky panství hraběnky Hohenzollernové zanesena do seznamu majetku novoměstského panství a také na mapy. Po celou dobu své existence patřila obec do novoměstského panství, od druhé poloviny 19. století pak bývala součástí různých obcí – Blatiny (1850–1919), Krátká (1960–1964), Kadov (1964–1975), Sněžné (1976–1990) a znovu Kadov (1990–1991). Od roku 1992 je Samotín opět součástí Sněžného.

## Současnost
V současné době žije v obci pár starousedlíků. V obci nedochází k přirozené migraci obyvatelstva.

## Pamětihodnosti
- Partyzánka – budova s pamětní deskou, která připomíná, že v letech 1944–1945 byla obec opěrným bodem partyzánského oddílu „Záře“ (Zarevo)
- Samotínská hospoda – hospoda proslulá likérem zvaným Samotínský vánek. Po smrti hostinského však zůstala uzavřena.
- Dům čp. 23

## Zajímavosti
- Samotínský vánek – likér vyráběný místním hostinským Emilem Tlustošem. Likér býval oblíbený nejen mezi turisty, ale také mezi umělci. Po smrti hostinského však zůstala hospoda uzavřena a likér už dále nikdo nevyráběl.
- V okolí obce se natáčel film Obušku, z pytle ven!

## Osobnosti
- Ladislav Fikar (1920–1975), básník a překladatel
- Zdeněk Blažek (1905–1988), hudební skladatel, pedagog, ředitel brněnské konzervatoře
- Emil Tlustoš, hostinský, majitel samotínské hospody a výrobce Samotínského vánku

## Galerie

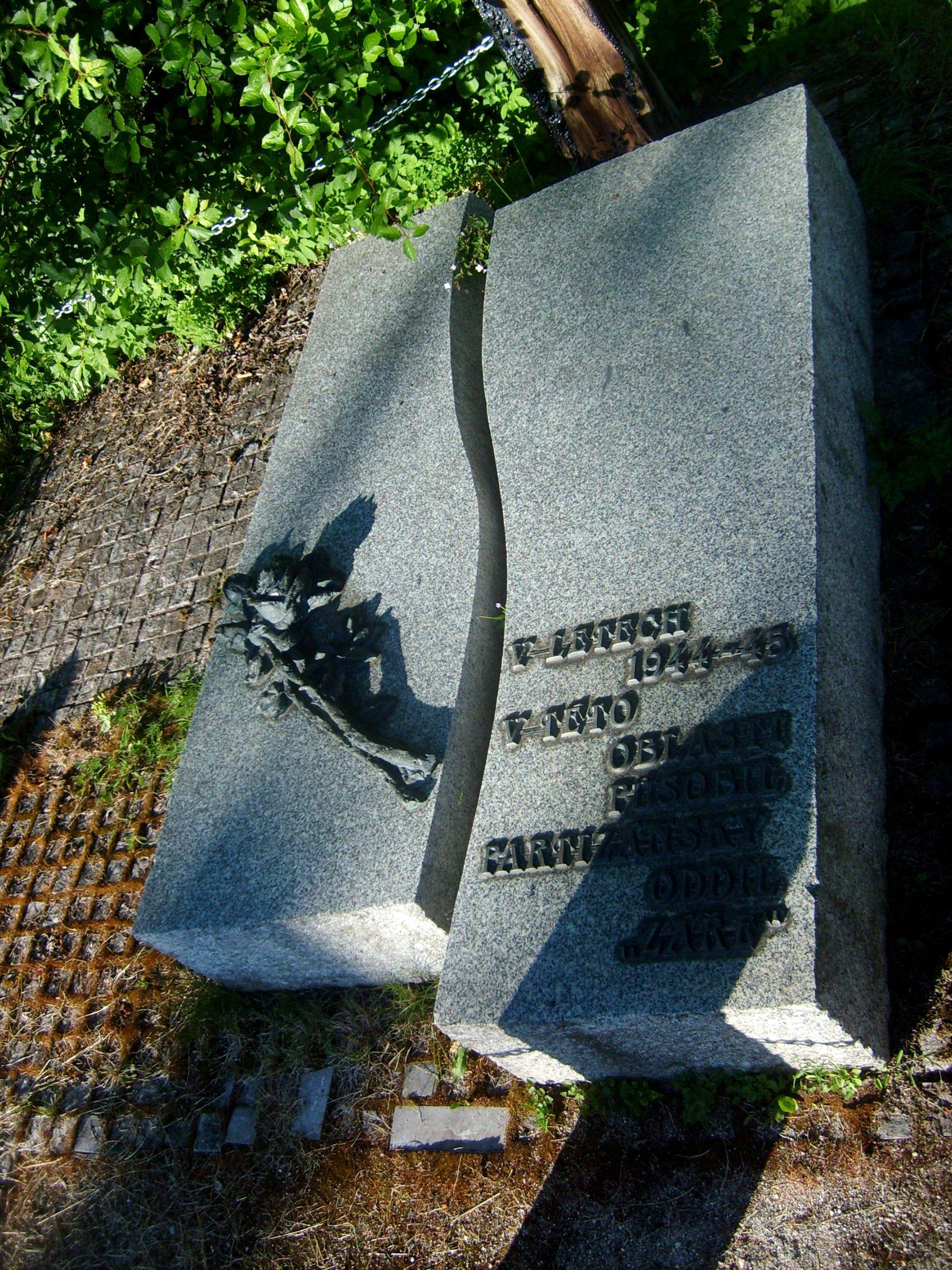
památník partyzánské skupiny Záře
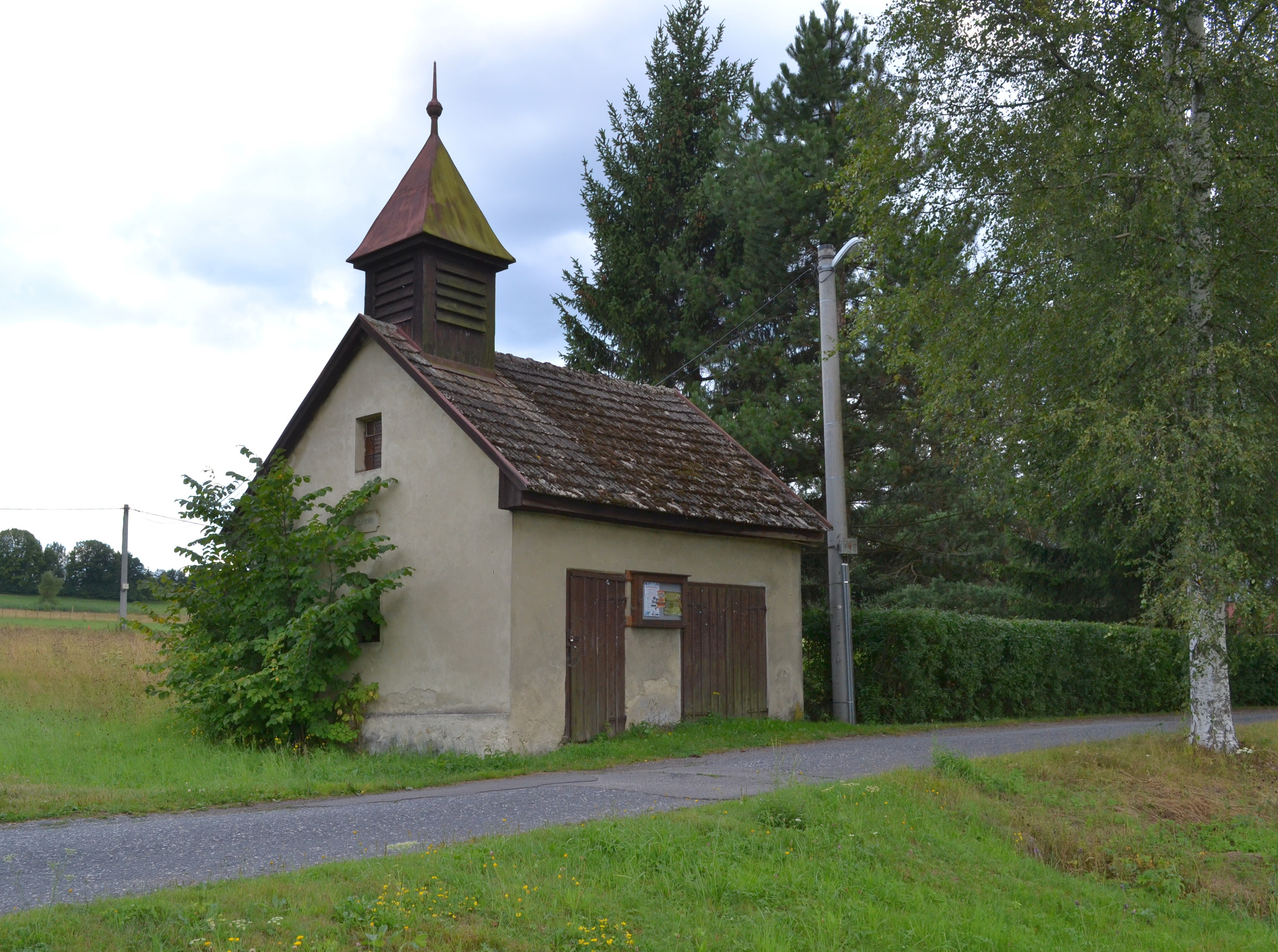
hasičská zbrojnice
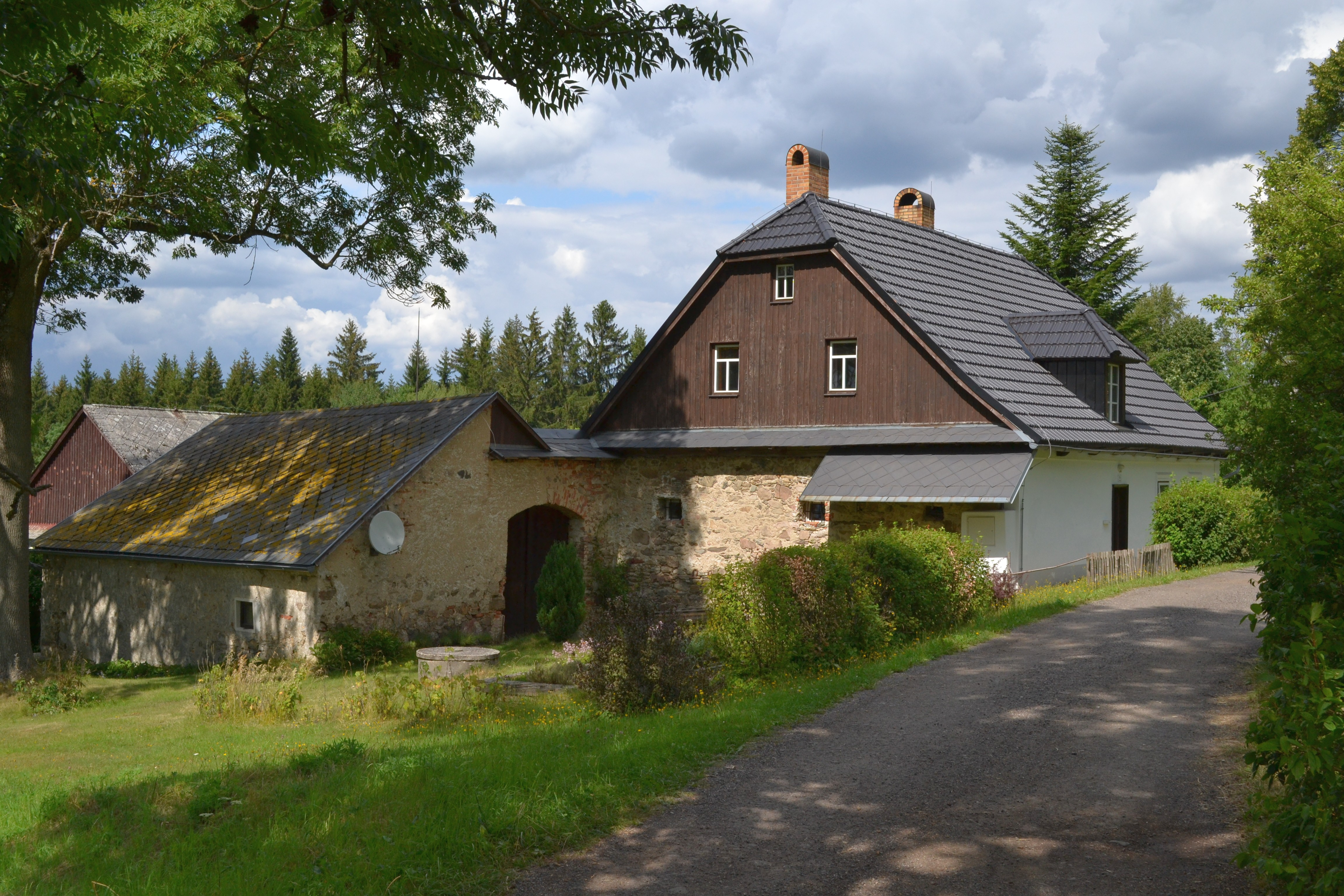
usedlost čp. 14
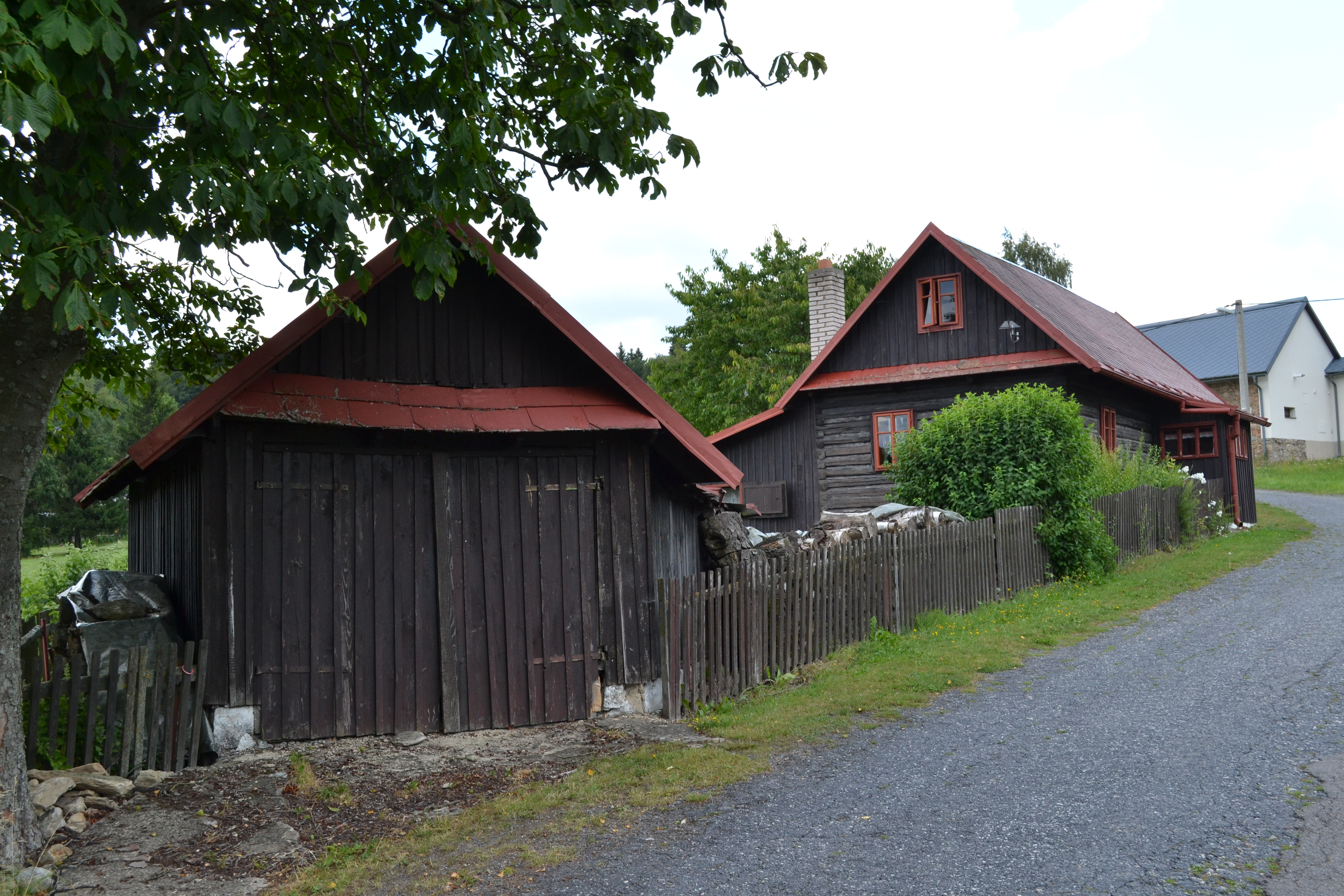
usedlost čp. 32